# Камила Джорджи
Вижте пояснителната страница за други личности с името Камила.
Камила Джорджи (родена на 30 декември 1991 г. в Мачерата) е професионална италианска тенисистка от аржентински произход. Най-доброто ѝ постижение в световната ранглиста на WTA е номер 26.

## Личен живот
Камила е родена в еврейско семейство в Мачерата, Италия. Родителите ѝ произхождат от Ла Плата, Аржентина. Семейство Джорджи живее в Маями, Флорида.
По-големият ѝ брат Леандро учи актьорство, а по-малкият ѝ брат Амадеус тренира футбол. Нейният баща, Сергио, е участвал във Фолкландската война. Личен треньор на Камила е баща ѝ.

## Кариера

### 2011
Джорджи играе в първата си основна схема на турнир от Големия шлем, след като преминава квалификациите на Уимбълдън 2011. В първи кръг отстъпва на евентуалната четвъртфиналистка Цветана Пиронкова с 2–6, 1–6.

### 2012
През февруари, Джорджи си осигури място в основната схема на турнира Селюлър Саут Къп 2012, след като премина квалификациите. В първи кръг тя надигра първата поставена Надя Петрова в два сета, но още следващия кръг отпадна от французойката Стефани Форец Гакон с 5–7, 4–6.
Джорджи загуби последния си мач от квалификациите на Ролан Гарос 2012, но за втора поредна година влезе като квалификантка в основната схема на Уимбълдън 2012. Там, тя записа първата си победа в основна схема на турнир от Големия шлем, след успех над сънародничката си и 16-а поставена Флавия Пенета в първи кръг. Във втори кръг, Камила отстрани Анна Татишвили в два сета. В трети кръг, Джорджи победи поставената под No.20 Надя Петрова с 6–3, 7–6(8–6). В четвърти кръг, нейна опонентка бе третата поставена и евентуална финалистка Агниешка Радванска, от която претърпя загуба в два сета, 2–6, 3–6.
През август Джорджи получи уайлд кард за основната схема на Уестърн енд Съдърн Оупън 2012, където в първи кръг надигра Франческа Скиавоне, преди да отпадне от Слоун Стивънс в следващата фаза на турнира.

### 2013
В резултат на контузеното си рамо, Джорджи отпада още в първи кръг на турнирите Бризбейн Интернешънъл 2013, Апия Интернешънъл Сидни 2013 и Аустрелиън Оупън 2013. Първата ѝ победа идва през април на турнира Фемили Съркъл Къп 2013, където тя стига до втори кръг, но претърпява загуба в два сета от евентуалната шампионка Серина Уилямс. Джорджи влиза като квалификантка в основната схема на турнира Мутуа Мадрид Оупън 2013, но е победена в първи кръг от Надя Петрова в три сета. Две седмици по-късно, Джорджи постига победа над Марион Бартоли в първи кръг на Интернасионо дьо Страсбург 2013, но губи в следващия си мач от Южени Бушар.
На Ролан Гарос 2013 Джорджи отново отпада още първи кръг, след загубата си от бившата No.14 в света Шуай Пън с 4–6, 4–6.
На Уимбълдън 2013 Джорджи стигна до трети кръг, след победи в два сета над британката, получила уайлд кард, Саманта Мъри и румънката Сорана Кърстя (номер 22 в света). Но в третия си мач в турнира тя губи от Марион Бартоли с 4–6, 5–7.
На US Open 2013 Джорджи преминава квалификациите, а в основната схема стига до осминафиналите след победи над Яна Чепелова, Сие Су-вей и бившата номер 1 Каролине Возняцки. Серията ѝ е спряна от Роберта Винчи, на която Камила отстъпва с 4–6, 2–6. Следващият ѝ турнир е Бел Чалъндж 2013, в който Джорджи отпада още в първия си мач.

## Финали на турнири отWTA Тур

### Сингъл: 2 (0–2)
| Легенда                            |
| ---------------------------------- |
| Турнири от Големия шлем (0–0)      |
| Шампионат на WTA Тур (0–0)         |
| Задължителни Висши & Висши 5 (0–0) |
| Висши (0–0)                        |
| Международни (0–2)                 |

| Финали по настилка |
| ------------------ |
| Твърда (0–2)       |
| Трева (0–0)        |
| Клей (0–0)         |
| Мокет (0–0)        |

| Изход      | No. | Дата             | Турнир                                          | Настилка   | Опонент           | Резултат                |
| ---------- | --- | ---------------- | ----------------------------------------------- | ---------- | ----------------- | ----------------------- |
| Финалистка | 1.  | 13 април 2014    | Бе Ен Пе Париба Катовице Оупън, Катовице, Полша | Твърда (з) | Ализе Корне       | 6–7(3–7), 7–5, 5–7      |
| Финалистка | 2.  | 12 октомври 2014 | Дженерали Лейдис Линц, Линц, Австрия            | Твърда (з) | Каролина Плишкова | 7–6(7–4), 3–6, 6–7(4–7) |

(з) = В зала